# Bolémvn
Bolémvn, pseudonimo di Bryan Mounkala (Mantes-la-Jolie, 29 novembre 1996), è un rapper francese.

## Biografia
Bryan Mounkala nasce a Mantes-la-Jolie e cresce ad Évry, città d'origine di rapper come suo cugino Koba LaD e Kodes, che compariranno anche nei suoi primi video musicali.

## Carriera
Inizia a rappare nel 2016, pubblicando alcuni singoli, ma è nel 2018 che acquista notorietà, grazie alla comparsa nell'album VII dell'allora emergente Koba LaD. Pochi mesi dopo pubblica il suo primo progetto, l'EP di sette tracce Quel vie. Nel maggio 2019 viene reso disponibile un secondo EP, intitolato Salut les terriens, e Bolémvn fonda l'etichetta Binks Records assieme al suo manager One-C.
Il 29 maggio 2020 esce il suo primo album in studio, Vol 169, che riscuote un buon successo, entrando in classifica in Francia, Belgio e Svizzera. Il singolo 10K estratto dall'album, in collaborazione con Maes, raggiunge il disco di diamante nel 2021. L'8 luglio 2021 è la volta del suo secondo album, Anarchiste, formato da 14 brani con la partecipazione di Guy2Bezbar, Maes, Dinos, Leto e Koba LaD.
Dopo aver pubblicato una riedizione del suo primo album dal titolo Vol 169 atterrissage, nel 2023 esce l'EP di otto tracce 5.0.5. Nel corso del 2024 pubblica, traccia dopo traccia, l'EP 47°, contenente svariate collaborazioni con artisti come Jungeli, gli L2B, Franglish, KeBlack, Naza e Ya Levis.

## Discografia

### Album in studio
- 2020 – Vol 169
- 2021 – Anarchiste

### EP
- 2018 – Quel vie
- 2019 – Salut les terriens
- 2023 – 5.0.5
- 2023 – 47°
- 2025 – Bon qu'à ça